# Alt-Apostolische Gemeinde
De Alt-Apostolische Gemeinde was een chiliastisch kerkgenootschap, dat in Duitsland aan het eind van de negentiende eeuw ontstaan is door scheuring met de Nieuw-Apostolische Kerk van apostel Krebs. De naam brengt de weerstand van de AAG tot uitdrukking tegen de opkomst van het 'Nieuwe Licht' en de toenemende macht van apostel Krebs, die zou uitmonden in het ambt van stamapostel.

## Ontstaan
Een hoofdrol in de scheuring werd gespeeld door Friedrich Strube, die binnen de Allgemeine Christliche Apostolische Mission (ACAM) in 1865 te Stapelburg (het huidige Ilsenburg) in Duitsland was verzegeld. Na de door Krebs en anderen veroorzaakte scheuring van 1878 die tot de start van de Nieuw-Apostolische Kerk leidde, ging Strube met Krebs mee. Hier werd hij op 25 juli 1879 in Braunschweig tot priester werd geroepen. Kort daarop diende hij als priester-profeet onder apostel Menkhoff, vanaf 1881 onder de inmiddels tot apostel geroepen Krebs in Stapelburg.
Verderop in de tachtiger jaren kwam hij met Krebs in conflict, toen deze steeds verder afweek van de traditionele apostolische inzettingen. Tot dat moment was de roeping van nieuwe ambtsdragers door profetenmond beslissend, maar Krebs zette meer en meer de profeet buiten spel. Wat hem betreft had de apostel het laatste woord, omdat het profetenambt ondergeschikt was aan het apostelambt. Strube werd ten slotte door Krebs uit het ambt gezet en verliet de jonge Nieuw-Apostolische Kerk.

## Ontwikkeling
Aan het einde van de negentiger jaren sloten zich nog korte tijd enkele door Krebs verworpen dienaren aan bij Strube, zoals de Duitse profeet August Hugo in 1898, die een jaar eerder nog in Nederland aanwezig was bij de roeping van apostel van Bemmel in de Hersteld Apostolische Zendingkerk en door Krebs werd aangeduid als 'de met Bijbelteksten beklede en verrotting in zich dragende Hugo'. In 1898 had ook Robert Geyer zich bij Strube aangesloten. Apostel Luitsen Hoekstra, die in 1897 naar Amerika was uitgezonden, maar twee jaar later naar Nederland was teruggekeerd, sloot zich toen eveneens aan bij Strube, maar ging kort daarop over naar de Gereformeerde kerk.
De AAG had o.a. gemeenten in Berlijn, Braunschweig, Bielefeld, Driesen a/d Netze, Frankfurt am Main, Griesheim, Hamburg, Stapelburg, Wernechen en Zeulenroda.
Robert Geyer kwam in 1908/09 in contact met de Allgemeine Christliche Apostolische Mission, waarop een deel van de AAG zich aansloot bij de ACAM.
Het ledental van de AAG liep in de daarop volgende jaren terug (na de Tweede Wereldoorlog nog een stuk of 40), totdat zij in 1950 van de Duitse Democratische Republiek uiteindelijk verboden werd.